# ماري مياكي
ماري مياكي (باليابانية: 三宅麻理恵؛ بالكانا: みやけ まりえ) هي مؤدية صوت يابانية، ولدت في 7 يونيو 1985 في أوساكا في اليابان.

## وصلات خارجية
- ماري مياكي على موقع IMDb (الإنجليزية)
- ماري مياكي على موقع ميوزك برينز (الإنجليزية)
- ماري مياكي على موقع ديسكوغز (الإنجليزية)
- ماري مياكي على موقع قاعدة بيانات الفيلم (الإنجليزية)
- ماري مياكي على موقع ANN person (الإنجليزية)